# Nakama
Nakama (jap. 中間市 Nakama-shi) – miasto w Japonii, w prefekturze Fukuoka, na wyspie Kiusiu.

## Historia
W 1889 roku, w wyniku połączenia dwóch wiosek, powstała wioska Nagatsu (jap. 長津村). W 1922 roku Nagatsu zdobyła status miasteczka (町), które dwa lata później zmieniło nazwę na Nakama. W 1932 roku teren miejscowości powiększył się o wioskę Sokoino (jap. 底井野村). 1 listopada 1958 roku Nakama zdobyło status miasta.

## Populacja
Zmiany w populacji Nakamy w latach 1970–2015:
| Rok  | Populacja |
| ---- | --------- |
| 1970 | 33 734    |
| 1975 | 43 145    |
| 1980 | 48 647    |
| 1985 | 50 294    |
| 1990 | 49 216    |
| 1995 | 49 353    |
| 2000 | 48 032    |
| 2005 | 46 560    |
| 2010 | 44 210    |
| 2015 | 41 796    |